# Göran Forsmark
Rolf Göran Forsmark, född 4 februari 1955 i Malmberget, död 9 augusti 2020 i Sundbyberg, var en svensk skådespelare.

## Biografi
Forsmark växte upp i Koskullskulle utanför Malmberget. Han arbetade bland annat på Systembolaget innan han 1976–1979 studerade vid Teaterhögskolan i Malmö. Där gick han i samma klass som bland andra Philip Zandén, Ann Petrén och Reine Brynolfsson. Han har därefter verkat vid flera teatrar, däribland Göteborgs stadsteater, Norrbottensteatern, Stockholms stadsteater. Från 1999 var han frilans. Göran Forsmark fick sitt publika genombrott i Kjell Sundvalls långfilm Jägarna (1996) där han spelade rollfiguren Håkan mot bland annat Rolf Lassgård och Lennart Jähkel. Han spelade många gånger Svante Lindqvists pjäs Mannen från Malmberget.
Tack vare sin tydliga norrbottniska dialekt blev Forsmark ofta anlitad i biroller som ställer sådana krav. Han spelade även i TV-serierna Hammarkullen (1997), Skärgårdsdoktorn (1998 och 2000) och Hotel Seger (2000–2001). Hans sista film blev Jonas Selberg Augustséns The Longest Day som hade premiär i början av 2020.
År 1993 mottog han Teaterförbundets Vilhelm Mobergstipendium.
Göran Forsmark är gravsatt på Sundbybergs begravningsplats.

## Filmografi i urval
- 1979 – Våning för 4 (TV-serie)
- 1993 – Kärlekens himmelska helvete
- 1995 – 30:e november
- 1996 – Jägarna
- 1996 – Stålbadet
- 1996 – Harry & Sonja
- 1996 – Polisen och pyromanen (TV-serie)
- 1997 – Grötbögen
- 1997 – Vildängel
- 1997 – Sanning eller konsekvens
- 1997 – Min vän schejken i Stureby
- 1997 – Under ytan
- 1997 – Reine & Mimmi i fjällen!
- 1997 – Hammarkullen (TV-serie)
- 1998 – Den tatuerade änkan
- 1998 – Beck – Öga för öga (TV-film)
- 1998 – Glöm inte mamma! (TV-serie)
- 1998 – Skärgårdsdoktorn (TV-serie)
- 1999 – Ivar Kreuger (TV-serie)
- 1999 – Lusten till ett liv
- 1999 – Raymond - sju resor värre
- 2000 – Hassel – Förgörarna
- 2000 – Livet är en schlager
- 2000 – Brottsvåg (TV-serie)
- 2000 – En klass för sig (TV-serie)
- 2000 – Skärgårdsdoktorn (TV-serie)
- 2000 – Hotel Seger (TV-serie)
- 2000 – Nya tider (TV-serie)
- 2001 – Blå måndag
- 2001 – Jordgubbar med riktig mjölk
- 2001 – Skilda världar (TV-serie)
- 2001 – Anderssons älskarinna (TV-serie)
- 2002 – Den förste zigenaren i rymden (TV-serie)
- 2002 – Svenska slut (TV-serie)
- 2002 – Pappa polis (TV-serie)
- 2002 – Dödsdoktorn
- 2003 – Paragraf 9 (TV-serie)
- 2003 – Hem till Midgård (TV-serie)
- 2003 – Bázo
- 2003 – En vinnartyp
- 2003 – Tango gondolier
- 2004 – Headhunters (TV-serie)
- 2004 – 6 Points
- 2004 – Populärmusik från Vittula
- 2005 – Babas bilar
- 2005 – Att göra en pudel
- 2005 – Dödlig plikt
- 2005 – Åter till Malmberget
- 2006 – Möbelhandlarens dotter (TV-serie)
- 2006 – Exit
- 2006 – Kärringen därnere
- 2007 – Blåbärskriget
- 2007 – Situation Frank
- 2007 – Solstorm
- 2007 – Järnets änglar
- 2007 – Colorado Avenue
- 2008 – Istället för Abrakadabra
- 2008 – Konvex-T
- 2008 – Kautokeino - Upproret
- 2008 – Oskyldigt dömd (TV-serie)
- 2009 – Livet i Fagervik (TV-serie)
- 2010 – En busslast kärlek
- 2010 – Kommissarie Späck
- 2010 – En drink med Dracula
- 2011 – Renoveringen
- 2011 – Tjuvarnas jul (TV-serie)
- 2011 – Hellenius hörna (TV-serie)
- 2012 – Den röda vargen
- 2012 – Mankó
- 2013 – Eskil och Trinidad
- 2014 – Tjockare än vatten (TV-serie)
- 2014 – Tjuvarnas jul – Trollkarlens dotter
- 2015 – Miraklet i Viskan
- 2016 – Midnattssol (TV-serie)
- 2017 – Rebecka Martinsson (TV-serie)
- 2017 – Småstaden (TV-serie)
- 2018–2019 – Bonusfamiljen (TV-serie)
- 2018 – Andra åket (TV-serie)
- 2020 – Måste gitt (TV-serie)
- 2020 – Den längsta dagen
- 2020 – Leif & Billy (TV-serie)

## Teater

### Roller (ej komplett)
| År   | Roll              | Produktion                                                      | Regi            | Teater                           |
| ---- | ----------------- | --------------------------------------------------------------- | --------------- | -------------------------------- |
| 1980 |                   | De tre tjockisarna (Три толстяка) Jurij Olesja                  | Gun Jönsson     | Norrköping-Linköping stadsteater |
| 1982 | Maskinistbiträdet | Den heliga familjen Rudolf Värnlund                             | Peter Oskarson  | Skånska Teatern                  |
| 1982 | Georg Santesson   | Sångare! Rudolf Värnlund                                        | Peter Oskarson  | Skånska Teatern                  |
| 1982 | Johan             | Vägen till Kanaan! Rudolf Värnlund                              | Peter Oskarson  | Skånska Teatern                  |
| 1983 | Didrik            | Hästen och tranan Leif Sundberg och Sara Lidman                 | Finn Poulsen    | Norrbottensteatern               |
| 1992 | Vakt/Chefsvesslan | Det susar i säven (The Wind in the Willows) Kenneth Grahame     | Allan Svensson  | Stockholms stadsteater           |
| 1997 | Medverkande       | Mannen från Malmberget Svante Lindqvist                         | Kjell Sundvall  | Stockholms stadsteater           |
| 1998 | Zeth              | Rabarbers Maria Blom                                            | Maria Blom      | Stockholms stadsteater           |
| 1999 | Sven              | Stockholmsblod Olov Svedelid och Kalle Sörnäs                   | Peter Harryson  | Stockholms stadsteater           |
| 2001 | Lada, sjuksyster  | Hela sjukan (Only When I Laugh) Eric Chappell                   | Thomas Ryberger | Scalateatern/ Riksteatern        |
| 2006 |                   | Körsbärsträdgården (Вишнёвый сад, Visjnjovyj sad) Anton Tjechov | Rimas Tuminas   | Göteborgs Stadsteater            |
| 2010 | Lennart           | Ensam Rävhane                                                   | Olof Willgren   | Riksteatern                      |
| 2015 | Beppo             | Momo eller Kampen om tiden (Momo) Michael Ende                  | Allan Svensson  | Stockholms stadsteater           |